# Jörg Polster

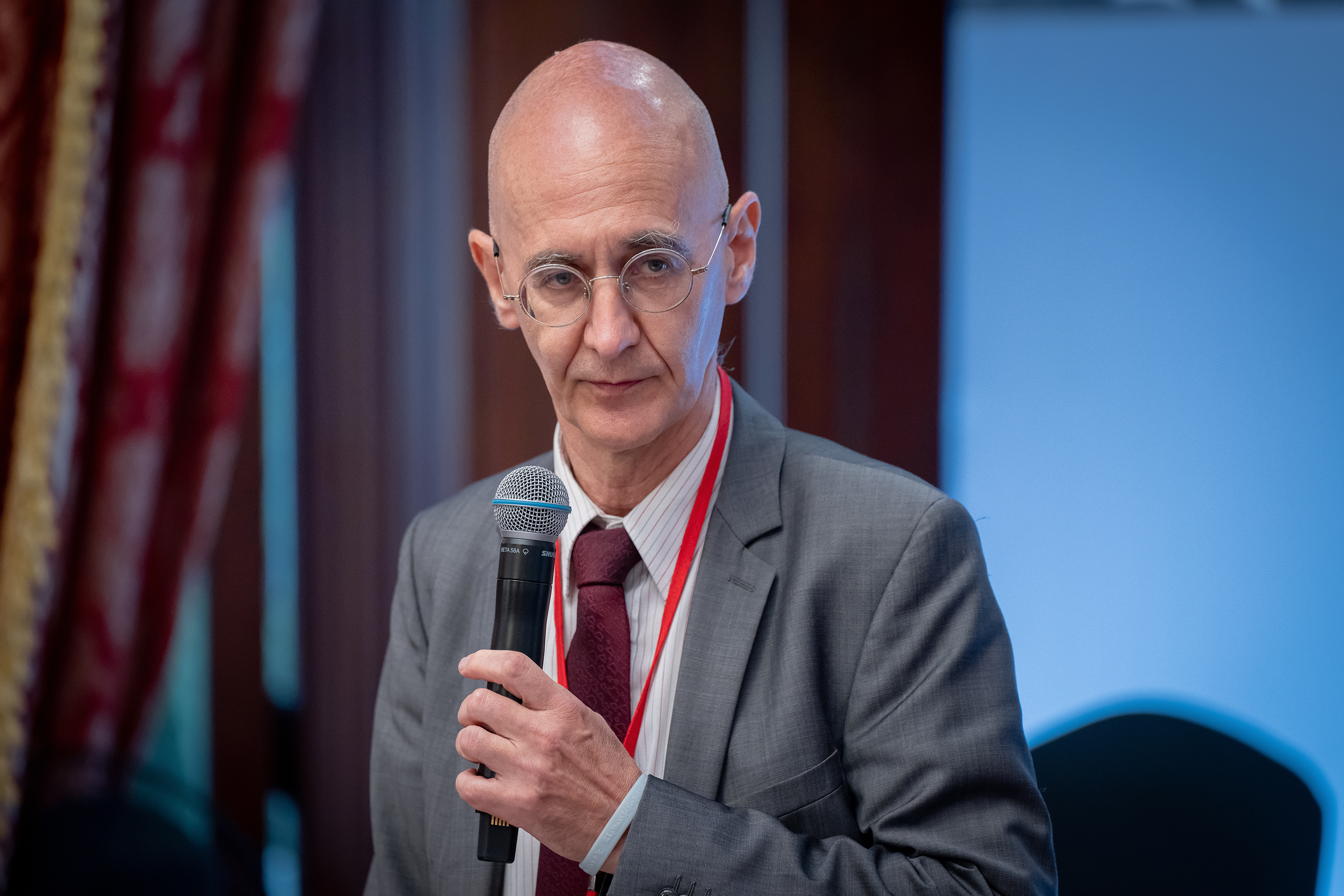
Jörg Polster (2023)

Jörg Wolfram Polster (* 1962 in Weida) ist ein deutscher Diplomat. 

## Leben
Polster promovierte 1990 an der Technischen Universität Dresden in Physik. 1991 begann er die zweijährige Attachéausbildung für den höheren auswärtigen Dienst im Auswärtigen Amt. Anschließend folgten verschiedene Posten in der Zentrale des Auswärtigen Amtes sowie an der Botschaft Seoul (Südkorea), dem Deutschen Institut in Taiwan, der Botschaft Hanoi (Vietnam), der Botschaft Washington (USA), Caracas (Venezuela) und Neu Delhi (Indien). 
Von 2021 bis 2025 war er Generaldirektor des Deutschen Instituts in Taiwan, der deutschen Präsenz auf der Insel, die faktisch die Rolle einer diplomatischen Vertretung ausübt.